# オリゴエステル
オリゴエステル(Oligoester)は、短いエステルの繰り返し単位（モノマー）を含む、エステルのオリゴマー鎖である。ポリエステルの短いアナログである。
例としては、オリゴ-(R)-3-ヒロドキシブチレートがある。